# Louchy-Montfand
Louchy-Montfand é uma comuna francesa na região administrativa de Auvérnia-Ródano-Alpes, no departamento Allier. Estende-se por uma área de 5,32 km². Em 2010 a comuna tinha 456 habitantes (densidade: 85,7 hab./km²).